# Rossyr Berny
Rossyr Berny (São Gabriel, 31 de agosto de 1952) é um poeta, jornalista e editor brasileiro, radicado em Porto Alegre/RS. Recebeu, em 2020, o Prêmio Açorianos de Literatura pelo Conjunto da Obra; em 2012, o Troféu Carlos Drummond de Andrade e, em 2008, o Prêmio Jabuti como editor, além de outros importantes prêmios nacionais e internacionais. Em 2018, a importância de sua obra foi reconhecida pelo DELFOS - Espaço de Documentação e Memória Cultural, da PUCRS, onde constam parte do seu acervo pessoal e sua obra completa.

## Biografia
Berny escrevera seus primeiros poemas já na adolescência, durante o Ginasial e o serviço militar obrigatório, principalmente sonetos. Embora a forma tenha ajudado a modelar seu verso durante esse período, sua obra realmente começa quando mergulha nas experimentações com o verso livre modernista, a partir do qual elabora uma voz contestatória nas mais diversas frentes.
Aos 20 anos de idade, Rossyr Berny deixou São Gabriel para viver em Porto Alegre/RS, onde trabalhou, inicialmente, como bancário. Após um mês na cidade, o poeta recebeu a notícia da perda, por atropelamento, de sua irmã, Carolina Berny, fato que o abalou extremamente e cuja ambiência desesperadora marcou o tom do seu primeiro livro de poemas, publicado em 1976, Homem-Autômato. Além do tom fúnebre, o livro, que contou com prefácio de Mario Quintana, já então reconhecido pela crítica, assume, em versos livres, um tom contestatório, criticando a desumanização na sociedade industrializada, a dessensibilização provocada pelo ritmo acelerado do capitalismo e injustiças veladas da estrutura social brasileira.

### Poesia e antologias
- 1976 - Homem-Autômato
- 1978 - Desuniverso
- 1979 - O exercício da lágrima
- 1980 - Cativez de pólvora
- 1980 - Não se suicidar é preciso
- 1980 - Poemas de veraneio
- 1982 - Invernia
- 1983 - Somos todos munição
- 1984 - Antologia poética: Percursos do feroz cotidiano
- 1987 - PAZtores de mísseis
- 1992 - Revelação das sombras
- 1997 - Percursos do feroz cotidiano
- 2002 - Armas Amores
- 2006 - Amor Tsunami
- 2006 - Construtores de Precipícios
- 2014 - Volta ao Mundo em 500 Poemas
- 2017 - 101 Poemas Escolhidos: seleção de Jane Tutikian
- 2018 - O Gemido Animal do Homem
- 2024 - Arco-íris Noturno: rios e florestas respiram por aparelhos

### Biografia
- 1986 - Carlinhos Hartlieb
- 2023 - Rodi Pedro Borghetti: a memória escrita

### Romance
- 2000 - Entreguem o matador à família do morto: Brasil 500 D`anos